# Tiamat (band)
 For alternative betydninger, se Tiamat (flertydig). (Se også artikler, som begynder med Tiamat)
Tiamat er et metalband fra Sverige, dannet i 1988. Deres musik har været genstand for meget debat, og er både blevet kaldt black metal, progressiv, doom/death og gothic, men senest har de fokuseret på hvad der er blevet beskrevet som "atmosfærisk/gotisk rock"
med etniske, psykedeliske og eksperimentelle elementer.

## Medlemmer
- Johan Edlund – vokal, guitar
- Anders Iwers – bas
- Lars Sköld – trommer

## Diskografi

### Studiealbum
- 1990: Sumerian Cry
- 1991: The Astral Sleep
- 1992: Clouds
- 1994: Wildhoney
- 1997: A Deeper Kind of Slumber
- 1999: Skeleton Skeletron
- 2002: Judas Christ
- 2003: Prey
- 2008: Amanethes
- 2012: The Scarred People

## Fodnoter
1. ↑  "Encyclopaedia Metallum - Tiamat". Metal-archives.com. Hentet 2008-12-26.